# Pyrbaum
Pyrbaum település Németországban, azon belül Bajorországban. Lakosainak száma 5832 fő (2023. december 31.).

## Népesség
A település népessége az elmúlt években az alábbi módon változott:
| Lakosok száma | 654  | 1098 | 3314 | 4379 | 5541 | 5653 | 5731 | 5837 | 5803 | 5832 |
|               | 1875 | 1950 | 1975 | 1987 | 2012 | 2014 | 2016 | 2017 | 2021 | 2023 |